# 5643 Song EP
5643 Song EP — второй мини-альбом американской нойзкор-группы Anal Cunt, изданный лейблом Stridecore Records 1989 года.

## Запись альбома
Участники группы использовали способ многодорожечной записи. Они записывали несколько песен на одну дорожку, и так до тех пор, пока все 16 дорожек не были заняты музыкой. Тот же самый процесс они повторили во время записи второй части альбома. Во время записи группа не использовала никаких эффектов.

## Музыка
Альбом представляет собой 5643 песен, длящихся двенадцать минут. Альбом открывает небрежная игра на пианино; дальше в течение нескольких секунд группа играет рифф в стиле дум-метала, после чего следует перегруженный шум, в котором нельзя различить инструменты и вокал, представляющий собой смесь из слоёв наложенных друг на друга криков Путнама.

## Участники записи
Информация взята из вкладыша обложки альбома:
Музыканты
- Майк Махан — гитара
- Сет Путнам — вокал, пианино, продюсирование
- Тим Морс — ударные

Дополнительный персонал
- Том Вальц — продюсирование